# Leopold II:s orden
Leopold II:s orden (franska: L’ordre de Léopold II), är en belgisk orden instiftad 1900 av kung Leopold II. Den kan tilldelas såväl civila som militärer.